# شهرستان برخ ان‌دال
شهرستان برخ ان‌دال (به هلندی: Berg en Dal) یک شهرستان در هلند است که در خلدرلاند واقع شده‌است. شهرستان برخ ان‌دال ۳۴ متر بالاتر از سطح دریا واقع شده‌است.